# ثابت بن عمرو
ثابت بن عمرو بن زيد صحابي، شهد غزوة بدر، وقُتِلَ في غزوة أحد.

## سيرته
هو ثابت بن عمرو بن زيد بن عديّ بن سَوَاد بن مالك بن غنم بن عدي بن النجار، شهد بدرًا، وقتل يوم أحد شهيدًا، بينما لم يجعله ابن إسحاق في البدريين. وأما أبو نعيم فإنه قال: «ثابت بن عمرو الأشجعي حليف الأنصار شهد بدرًا»، وذكر عن عروة بن الزبير في تسمية من شهد بدرًا: ثابت بن عمرو بن زيد بن عدي بن سواد بن عصمة، حليف لهم من أشجع. ليس له عقب.